# Karanténa (film, 2008)
Karanténa (anglický titul Quarantine nebo také Quarantined) je americký filmový remake španělského hororu REC z roku 2008. Režisérem filmu je John Erick Dowdle.

## Děj
Mladá televizní reportérka Angela Vidalová pořádá reportáž z hasičské stanice, kde má v plánu s hasiči strávit celou pracovní noc. Její hlavní prioritou je také výjezd, což se později také stane a jede s hasiči do činžovního domu, odkud znělo hlášení. Po příjezdu jsou všichni obyvatelé shromážděni v hale, z nichž jeden vysvětlí, že pomoc zavolal kvůli podivně chovající se ženě v jejím bytě. Hasiči společně s policií se dostanou do jejího bytu, přičemž Angela vše s kameramanem natáčí. Nikdo z nich však neví, jak nebezpečná může žena být. To poznají, když pokouše jednoho z policistů, který je vážně zraněn a potřebuje ihned lékařskou pomoc. Cestu ven z domu jim však překazí armáda, od které se všichni obyvatelé včetně hasičů a ostatních dozvědí, že dům byl uvalen pod karanténu, nikdo dům nesmí opustit a že je to pro jejich bezpečnost. Nikdo neví, co se děje a infekce, která se po domě rozšiřuje pokousáním, nabývá své většiny. Prioritou všech je dostat se z domu dřív, než se stanou jedněmi z nakažených.